# جیمی الکساندر
جِیمی الکساندر (به انگلیسی: Jaimie Alexander) (زادهٔ ۱۲ مارس ۱۹۸۴)، بازیگر اهل ایالات کارولینای شمالی است. وی در مجموعه تلویزیونی سی‌اس‌آی: میامی محصول ۲۰۰۷ میلادی ایفای نقش کرد، که این سریال از شبکه سی‌بی‌اس آمریکا پخش می‌شد. جیمی الکساندر در سریال کایل ایکس وای محصول ۲۰۰۶ تا ۲۰۰۹ میلادی که یک سریال برای نوجوانان بود بازی کرد، و همچنین در مجموعه تلویزیونی نقطه کور،استخوان‌ها، فیلادلفیا همیشه آفتابی است و عشق و داروهای دیگر نقش آفرینی کرد، و با بازی در فیلم سینمایی ثور در کناری بازیگرانی چون آنتونی هاپکینز و ناتالی پورتمن و کریس همسورث قرار گرفت. او همچنین در فیلم آخرین مقاومت بازی کرده‌است و آخرین سریالی که جیمی در آن بازی کرده‌است سریال لوکی به عنوان تک جلوه از شبکه دیزنی پلاس است.

## نگارخانه

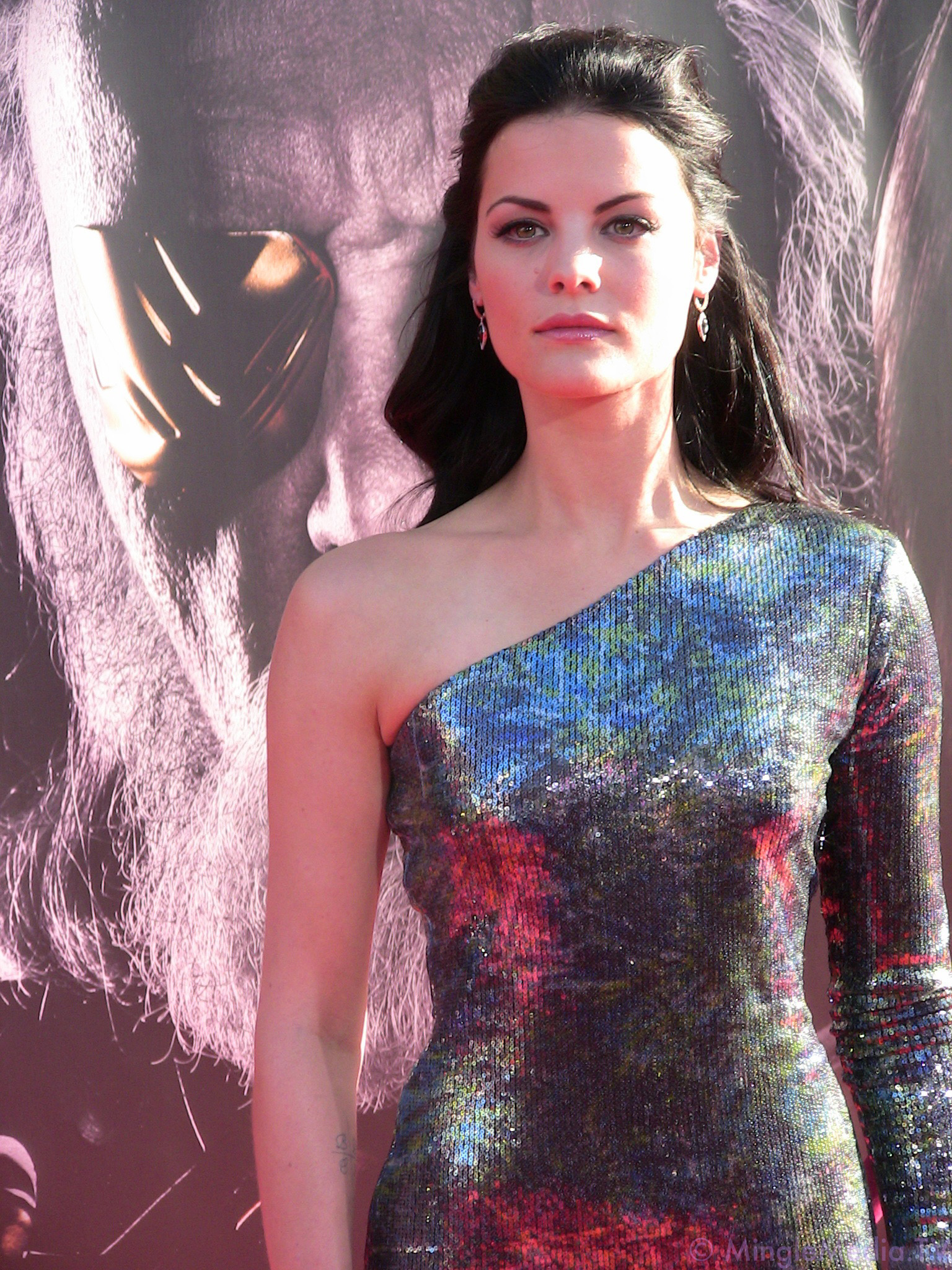
جیمی الکساندر در افتتاحیه نمایش جهانی فیلم ثور